# Larrys Mabiala
Larrys Mabiala (Montfermeil, Francia; 8 de octubre de 1987), futbolista congoleño, de origen francés. Juega de defensa y su actual equipo es el Portland Timbers de la MLS.

## Selección nacional
- Ha sido internacional con la Selección de República Democrática del Congo en 12 ocasiones.

## Clubes
| Club                       | País           | Año           |
| -------------------------- | -------------- | ------------- |
| Paris Saint-Germain        | Francia        | 2006-2009     |
| Plymouth Argyle (préstamo) | Inglaterra     | 2007          |
| Olympique de Niza          | Francia        | 2009-2012     |
| Karabükspor                | Turquía        | 2012-2015     |
| Kayserispor                | Turquía        | 2015-2017     |
| Portland Timbers           | Estados Unidos | 2017-presente |